# Кес Елиот
Кес Елиот (енгл. Cass Elliot; 19. септембар 1941 — 29. јул 1974), рођена као Елен Наоми Коен (енгл. Ellen Naomi Cohen), такође позната као Мама Кес, била је америчка певачица, чланица поп квартета Мамас енд папас. Када се група разишла, направила је успешну соло каријеру издавши девет албума. Елиотова је нађена мртва у својој соби у Лондону након два распродана концерта у Паладијуму, а узрок смрти био је срчани удар. Позната је по песмама: Dream a Little Dream of Me, Make Your Own Kind of Music и It's Getting Better. 1998, заједно са осталим члановима групе, уврштена је у Рокенрол кућу славних.

## Детињство, младост и каријера
Елен Наоми Коен је рођена у Балтимору, савезној држави Мериленд, од оца Филипа и мајке Бес Коен. Одрасла је у Балтимору, а онда се породица преселила у Александрију, у Вирџинији (предграђе Вашингтона). Име Кес усвојила је у средњој школи, а узела га је, према речима Денија Доертија, од глумице Пеги Кес, али у сваком случају име је само Кес, не Касандра. Презиме Елиот узела је нешто касније, у знак сећања на прерано умрлог пријатеља.
Глумачку каријеру почела је као средњошколка улогом у мјузиклу The Boy Friend. Средњу школу Џорџ Вашингтон напустила је мало пре матуре да би отишла у Њујорк где је наступила у бродвејском хиту The Music Man. Интересантно да јој је Барбра Страјсенд 1962. отела улогу Мис Мармелстајн у мјузиклу .
Из Њујорка, тачније Гринич Вилиџа, где је радила на разним пословима, Елиотова се вратила у Вашингтон, уписала универзитет и започела певачку каријеру. У то време, када је америчка фолк сцена била у успону, заједно са бенџистом Тимом Роузом и певачем Џоном Брауном основала је фолк трио „Триумвирејт“ (енгл. The Triumvirate). Године 1963. Џејмс Хендрикс је заменио Брауна и трио је променио име у „Биг Три“ (енгл. The Big Three).
Winkin', Blinkin' and Nod, њен први снимак са триом, објавила је 1963. кућа Еф-ми рекордс.
Када је Тим Роуз 1964. напустио групу, Елиотова и Хендрикс су са Канађанима Залом Јанковским и Денијем Доертијем основали групу The Mugwumps. Група се одржала осам месеци, а потом је Елиотова неко време наступала самостално. Јанковски је са Џоном Себастијаном поново формирао групу „Лавин спунфул“ (енгл. The Lovin' Spoonful), док је Доерти са брачним паром Филипс, Џоном и Мишел, основао „Њу џернимен“ (енгл. The New Journeyman). Године 1965. Доерти је коначно убедио Филипса да Кес треба да им се придружи што је Елиотова званично и урадила док су били на одмору на Девичанским острвима.
Урбана легенда каже да се вокални распон Кес Елиот повећао за три тона након што је, непосредно пред долазак у групу, главом ударила о бакарну цев. У интервјуу за магазин Ролинг стоун, 1968, Елиотова је потврдила причу:
Истина је. Ударила сам главом о цев и мој распон је повећан за три тона. Они су цепали ту мотку са стране, преправљали је, стављали на плесни подијум. Радник је испустио танку металну цев која ме ударила. Добила сам потрес мозга и отишла у болницу. Имала сам јаку главобољу две недеље и након тога сам почела да певам више тонове. Истина је. Кунем се Богом.
Међутим, људи који су је добро познавали, кажу да то није тачно - Елиотова је одувек имала изванредан глас. Њени пријатељи сматрају да јој је прича о цеви послужила као уверљиво објашњење зашто је Џон (Филипс) тако дуго није примао у групу, док је прави разлог био у чињеници да је Филипс Елиотову сматрао предебелом.

## Мамас енд папас
Са два женска члана, The New Journeyman је тражио ново име. Према Доертију, ново име бенду смислила је сама Елиотова. На свом веб-сајту Доерти наводи:
Само смо се излежавали, гледали ТВ и дискутовали о новом имену за групу. The New Journeyman није било име које би писало на нашој одећи. Џон је био за назив The Magic Cyrcle. То је било безвезе, али нико од нас није могао да смисли ништа боље. У једном тренутку променили смо канал на ТВ-у и у некој емисији се појави неки „анђео пакла“ (припадник велике групе моториста, обожавалаца мотора марке Харли дејвисон). Прво што смо чули било је како говори другару: „Не узбуђуј се, Хос. Неки зову наше жене јефтиним, али ми њих зовемо нашим мамама“. Кес је поскочила: Да! Хоћу да будем мама. И Мишел је устала: Ми смо маме! Ми смо маме! У реду. Погледао сам Џона. Он је погледао у мене и рекао: Тате? И проблем је био решен. Наздравимо за Маме и тате (Mamas and Papas). После пуно, пуно здравица, Кес и Џон су попадали.
Доерти је објавио да су он и Мишел у вези што је Елиотову разљутило јер је била заљубљена у њега. Он је једном приликом изјавио да га је Кес чак и запросила, али да је он био толико затечен да јој није могао ништа одговорити.
Елиотова је била позната по свом оптимизму и смислу за хумор, па су је неки сматрали најхаризматичнијим чланом групе. Успеху групе су највише допринели њена топлина и посебан глас. Памти се њен вокал у песмама California Dreamin, Monday, Monday и Words of Love. Позната је и по соло вокалу у песми Dream a Little Dream of Me коју је група снимила 1968. након вести да је умро Фабијан Андре, један од композитора песме, којег је Мишел срела годину дана раније. Верзија у интерпретацији Кес Елиот била је балада, за разлику од скоро свих старијих верзија (укључујући и снимак Нет Кинг Кола), које су биле много брже. Песма је, у ствари, написана 1931. као денс нумера за тадашње ноћне клубове.
Званични разлог зашто је Кес Елиот напустила групу је била њена жеља да оствари соло каријеру. Међутим, непосредан повод за ту одлуку био је инцидент на једној журци на којој је Џон на сав глас извређао Елиотову у тренутку док је разговарала са Миком Џегером. Увређена Кес је одмах напустила журку, а недуго затим и групу.
Ипак, како је бенд био на врхунцу популарности, успели су да је наговоре да се врати у групу, па се су поново окупили и издали нови албум, назван по имену групе.
Наставили су да снимају да би испунили услове уговора са издавачком кућом до издавања последњег албума, 1971.

## Соло каријера
После распада групе, Елиотова је направила успешну соло каријеру. Њена најзначајнија песма из тог периода била је Dream a Little Dream of Me са истоименог албума објављеног 1968. у продукцији куће Dunhill Records иако је та песма објављена нешто раније те исте године на албуму The Papas & the Mamas Presented By The Mamas and the Papas. Елиотова је наступала и у ласвегаској Цезаровој палати за у то време висок хонорар од 40.000 америчких долара по недељи, иако је посета била испод очекивања.
Често је наступала у забавним ТВ емисијама и шоу-програмима током 70-их, од којих су најпознатији Сат са Џули Ендруз (енгл. The Julie Andrews Hour), Шоу Џонија Кеша (енгл. The Johnny Cash Show), Шоу Мајка Дагласа (енгл. The Mike Douglas Show), Шоу Ендија Вилијамса (енгл. The Andy Williams Show), Hollywood Squares и Шоу Карол Бернет (енгл. The Carol Burnett Show). Била је гост-водитељ у емисији Џонија Карсона The Tonight Show гостујући у још 13 емисија. Елиотова је била гост панелист недељу дана крајем 1973. године у хит емисији Match Game '73. Наступила је 1973. у ТВ специјалу Saga of Sonora са тадашњим звездама Џил Сент Џоном, Винсом Едвардсом, Зиром Мостелом и Лесли Ен Ворен. Такође је певала џингл Hurry on down to Hardee's, where the burgers are charco-broiled у реклами за Хардијеву брзу храну.
Наставила је и са глумом. Између осталог, глумила је у филму Pufnstuf из 1970. и била гостујућа звезда у , Млади доктор Килдер (Young Dr. Kildare), Љубав, амерички начин (Love, American Style) и Шоу Реда Скелтона (енгл. The Red Skelton Show)
Иако јој се у почетку префикс „мама“ допадао, касније јој је сметао, што показује и чињеница да се њен последњи албум, снимљен уживо, зове Don't Call Me Mama Anymore (срп. Немој ме више звати „мама“).

## Породица и смрт
Елиот се двапут удавала. Први брак, за Џејмса Хендрикса, колегу из бенда, почео је 1963. То је била искључиво платонска веза на његов наговор, како би избегао позив у војску током Вијетнамског рата. Брак није овековечен првом брачном ноћи и поништен је 1968. 1971, Кес се удала за новинара, барона Доналда фон Виденмена, који је био наследник Баварске бароније. Тај брак завршио се разводом после пар месеци.
Елиотова је родила ћерку, Овен Ванесу Елиот, 26. априла 1967. Иако никада није јавно идентификовала њеног биолошког оца, много година касније, Мишел Филипс помогла је Овен да га пронађе. Међутим, E! True Hollywood Story телевизијска биографија се бави могућношћу да је Битлс Џон Ленон отац Елиотове кћерке. Овен је желела да такође постане певачица и ишла је на турнеју са бившим чланом групе Бич бојси, Алом Џардином.
На врхунцу своје певачке каријере 1974, Кес је одржала два распродана концерта у Паладијуму, у Лондону. Телефонирала је Мишел после финалног концерта, крајње усхићена што је оба пута добила овације публике. Потом се одмарала те ноћи и умрла у сну, а неки извори наводе да је узрок био срчани удар.
Одмах након њене смрти жута штампа је почела да шири причу како се Кес удавила док је јела сендвич од шунке. Те шпекулације заснивале су се на изјавама полиције која је, након проналаска тела нагласила да је делимично поједен сендвич нађен у њеној соби и да се можда угушила док га је јела. Међутим, кад је урађена аутопсија, није нађена храна у њеном душнику и установљено је да је разлог смрти био слабо срце. Ипак, лажна прича већ је била усвојена, а прави разлог ретко кад се помињао. Таква прича постала је део популарне културе.
Певачица је умрла у истом стану, број 12, Курзон плејс 9, Мејфер, где је умро и Кит Мун, бубњар групе Ху, четири године касније.
Сахрањена је у Моунт Синеј спомен-парку и гробљу.
Након Елиотине смрти, њена млађа сестра, Лија Канкел, узела је старатељство над Кесином ћерком Овен, тада старом само седам година. Канкел је такође певачица и постигла је успех 1984, као чланица групе Coyote Sisters, са синглом Straight From The Heart (Into Your Life). Такође, написала је неколико песама за сестру. Лија је 1997. дала интервју за телевизију Ви-ејџ-ван, за коју је причала о својој познатој сестри, у епизоди Mamas & Papas, у склопу документарне серије Behind the Music.

## Почасти и појављивање у популарној култури
Живот и музика Кес Елиот су били тема позоришне представе у Даблину, 2004. године, The Songs of Mama Cass, са Кристен Капели као главним вокалом. Албум групе Крозби, стилс енд неш, Greatest Hits, издат 2005, посвећен је Кес Елиот. Један од примера је и песма Mama, I Remember You Know шведске поп певачице Мерит Бергман.
Британски филм Прелепа ствар (енгл. Beautiful Thing) на свом саундтреку садржи многе песме Маме Кес, а пуштане су и у филму, док сећање на Кес игра улогу у животу једног лика.
Снимак песме Make Your Own Kind of Music могуће је чути у различитим епизодама друге и треће сезоне серије Изгубљени. Њена песма It's Getting Better се користи у епизоди Meet Kevin Johnson четврте сезоне исте серије.
Ентони Кидис, певач групе Ред Хот Чили Пеперс, навео је групу The MugwumpМамас енд папас, а посебно Елиотову као утицај, у интервјуу за магазин Ролинг Стоун. Такође је рекао: „Било је времена када сам био стварно лоше и звук њеног гласа давао ми је разлог да наставим даље.“
Бој Џорџ, бивши певач групе Калчер клаб и к. д. ленг су је такође навели као утицај, као и Бет Дито, певачица групе Госип, која је Елиотову навела као музичку и модну инспирацију и изјавила: „Одрастајући, заиста сам желела да звучим као Мама Кес”. Џорџ ју је описао као „најбољу белу женску певачицу свих времена“.

## Соло дискографија

### Албуми
- 1968:  - САД #87
- 1969:  - САД #91
- 1969:  - САД #169 (реиздање албума Bubblegum, Lemonade, And... Something for Mama са додатом хит песмом са наслова)
- 1971:  (највећи соло хитови) - САД #194
- 1971:  - САД #49
- 1972:
- 1972:
- 1973:

### Синглови
- 1968:  (Мама Кес са групом Мамас енд папас) - САД #12 Поп/#2 АЦ, ВБ #11
- 1968:  - САД #67
- 1969:  - САД #58 Поп/#32 АЦ
- 1969:  - САД #30 Pop/#13 АЦ, ВБ #8
- 1969:  - САД #36 Поп/#6 АЦ
- 1970:  - САД #42 Поп/#4 AC
- 1970:  - САД #99 Поп/#25 АЦ
- 1970:  - САД #104 Поп/#19 АЦ
- 1970:  - САД #110 Поп/#34 АЦ